# 229 (číslo)
Dvě stě dvacet devět je přirozené číslo, které následuje po čísle dvě stě dvacet osm a předchází číslu dvě stě třicet. Římskými číslicemi se zapisuje CCXXIX a řeckými číslicemi σκθ.

## Matematika
229 je:
- Prvočíslo, jeho převrácená hodnota má nejdelší možnou periodu (n-1, zde tedy 228 číslic)
- Nešťastné číslo
- Nepříznivé číslo

## Chemie
- 229 je nukleonové číslo třetího nejstabilnějšího izotop thoria[1]

## Astronomie
- (229) Adelinda je planetka hlavního pásu, kterou objevil v roce 1882 Johann Palisa

## Doprava
- Silnice II/229 je česká silnice II. třídy vedoucí na trase Kralovice – Kožlany – Čistá – Rakovník – Krupá – Louny[2][3][4][5][6][7][8]

## Ostatní
- +229 je mezinárodní telefonní předvolba Beninu

## Roky
- 229
- 229 př. n. l.